# Brachyhesma incompleta
Brachyhesma incompleta är en biart som beskrevs av Michener 1965. Brachyhesma incompleta ingår i släktet Brachyhesma och familjen korttungebin. Inga underarter finns listade.

## Bildgalleri

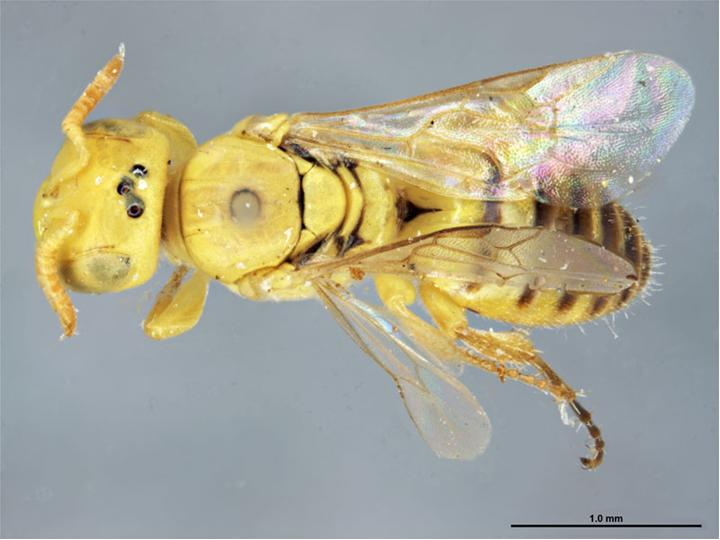